# Campeonato Acriano
Campeonato Acriano är distriktsmästerskapet i fotboll för delstaten Acre i Brasilien. Mästerskapet har spelats sedan 1947 och mesta mästarna är, per 2011, Rio Branco som vunnit mästerskapet 27 gånger, varav åtta gånger mellan 2002 och 2011.